# Buurt Bergharen
Buurt Bergharen is een statistische CBS-wijk in de gemeente Wijchen ten noorden van het dorp Bergharen, in 2017 bij het CBS bekend als Verspreide huizen Bergharen. De buurt telt in 2023 415 inwoners.